# 賃金構造基本統計調査
賃金構造基本統計調査（ちんぎんこうぞうきほんとうけいちょうさ）とは厚生労働省が実施している賃金に関する調査。
統計法に基づいた基幹統計であり、毎年6月に実施されている。

## 概説
国内の主要産業に従事している労働者について、年齢や性別や雇用形態や就業形態などを分類した上で、それぞれに支払われている賃金を調査することから、国内においての賃金の実態を明らかにすることが目的とされている。この調査は1948年（昭和23年）に始まった「個人別賃金調査」を起源として、名称や内容の変更を経ながら毎年実施され現在に至る。最低賃金の決定、労災保険の算定資料などに活用されている。
2019年（平成31年）1月には、調査の方法に不適切な点があることが判明した。調査員が事業所を訪問して調査すべきところを、郵送にて調査していた。総務省は「統計法違反の可能性がある」と指摘している。